# Bulbophyllum adangense
Bulbophyllum adangense là một loài phong lan thuộc chi Bulbophyllum.